# Roswitha Hecke
Roswitha Hecke (* 1944 in Hamburg) ist eine deutsche Fotografin.

## Leben
Roswitha Hecke lernte nach ihrer Lehre als Fotografin den Regisseur Peter Zadek kennen und fotografierte jahrelang seine Inszenierungen sowie später auch die von Rainer Werner Fassbinder und in Paris Filme von Éric Rohmer. Sie lebte einige Jahre mit dem Schriftsteller Wolf Wondratschek zusammen, mit dem sie in den 70er Jahren durch Amerika zog und gemeinsam das Buch „Menschen–Orte–Fäuste“ veröffentlichte. Hecke machte Porträt-Aufnahmen von zahlreichen Künstlern, so auch von Omar Sharif, Heinz Bennent, Ingrid Caven und Andrés Segovia.
Ihr Buch „Liebes Leben“ über die Zürcher Prostituierte Irene wurde 1979 in der Erstausgabe von Rogner & Bernhard mit dem „Kodak-Preis“ für das beste Fotobuch ausgezeichnet und 1982 in der Rowohlt Taschenbuchausgabe von der Stiftung Buchkunst als eines der „schönsten Bücher des Jahres“.
Zahlreiche Reisen führten Hecke in alle Kontinente, drei Jahre lebte sie in Marokko und 2002 zog sie nach St. Petersburg, wo sie an der Akademie für Bildende Künste lehrte (Meisterklasse Fotografie). Hecke hat zwei Söhne und lebt heute in Hamburg.

## Fotokunst
Roswitha Hecke versucht mit ihren ungestellten Bildern, fremde, oftmals einfache Milieus und Welten zu erkunden. Sie beobachtet genau, vorurteilslos und einfühlsam. Einige Fotografie-Zyklen befassen sich mit Menschen am Rande der Gesellschaft: Transvestiten, Obdachlosen und Prostituierten, denen sie in den Bildern ihre Würde lässt. Ein anderes Thema ist ihre Auseinandersetzung mit der „Faszination Mann“ und den Ausdrucksformen von Machismo. Ihre Bilder veröffentlichte sie in zahlreichen Zeitschriften, zum Beispiel in Vogue, Twen, Stern, Playboy, Theater heute, Die Zeit und Spiegel. Über ihre Arbeiten urteilt der Intendant der „Berliner Festspiele“ Joachim Sartorius: „Nie macht sie ihre »Modelle« lächerlich, aber sie verherrlicht sie auch nicht. Nie hört ihr Auge zu fragen auf. So sind ihre Bilder auch aufrichtig, manchmal humorvoll und stets unverwechselbar.“

## Ausstellungen
- 1978: Galerie Levy, Hamburg („Liebes Leben“)
- 1980: Fotoforum in der Fabrik, Hamburg
- 1990: Prince Gallery, Kyoto
- 1997: Libro Azul, Ibiza
- 1999: Galerie Levy, Madrid
- 2000: Kunsthaus Hannover, Hannover
- 2002: Contemporary Art Gallery, Basel
- 2002: Speicherstadtmuseum Hamburg (Außeninstallation “Secret Views”)
- 2005: Aplanat Galerie für Fotografie, Hamburg
- 2006: Galerie Molitoris, Hamburg
- 2007: Akademie der Künste, Berlin
- 2007: Martin-Gropius-Bau, Berlin
- 2009: Galerie Burgerstocker, Zürich

## Bücher
- Liebes Leben. Bilder mit Irene. Bildband. Rogner & Bernhard, München 1978. ISBN 3-8077-0100-1.
- Blott til lyst. bilder med Irene. Sandberg, Oslo 1982, ISBN 82-7316-144-7.
- Mann für Mann. Bildband. Rowohlt, Reinbek bei Hamburg 1989, ISBN 3-498-02883-9.
- Japanische Ausgabe von Liebes Leben. JICC Shuppankyoku. Tokio 1993, ISBN 4-7966-0582-7.
- Pigalle. Mit einem Text von Joachim Sartorius. Deutsch und Englisch. König, Köln 2007, ISBN 978-3-86560-162-9.
- Secret Views. Fotografien 1964 bis heute. Ausstellungskatalog und Buch. Schirmer Mosel, München 2007, ISBN 978-3-8296-0325-6.[2]